# 毕培先
毕培先，字元卿，山东淄川县（今山东省淄博市境）人，清末地方官员。

## 生平
监生出身。光绪十年（1884年）至十一年，任震泽县知县。光绪三十四年（1908年），署常熟县知县。宣统元年（1909年）九月，任常熟县知县。期间，与同为山东籍的江阴县知县孙友萼出面干预苏州闾门外枣商会馆旧址的土地纠纷。同年，接替洪冀昌任南汇县知县一职，1910年由赖丰熙接任。